# Olympische Geschichte der Mongolei
| Gelbes Symbol für Goldmedaillen mit stilisierten Olympischen Ringen | Graues Symbol für Silbermedaillen mit stilisierten Olympischen Ringen | Braundes Symbol für Bronzemedaillen mit stilisierten Olympischen Ringen |
| ------------------------------------------------------------------- | --------------------------------------------------------------------- | ----------------------------------------------------------------------- |
| 2                                                                   | 10                                                                    | 14                                                                      |

Mongolei, dessen NOK, das Nationale Olympische Komitee der Mongolei, 1956 gegründet und 1962 vom IOC anerkannt wurde, nimmt seit 1964 an Olympischen Sommer- und Winterspielen teil. 1984 folgte man dem sowjetischen Boykottaufruf der Spiele von Los Angeles. 1976 verzichtete man auf eine Teilnahme an den Winterspielen in Innsbruck. Jugendliche Athleten nahmen an allen bislang ausgetragenen Olympischen Jugendspielen im Sommer und im Winter teil.

## Allgemeine Übersicht

### Sommerspiele
Die erste Olympiamannschaft der Mongolei bei Sommerspielen bestand 1964 aus Leichtathleten, Ringern, Sportschützen, Turnern und Radsportlern. Bei folgenden Sommerspielen nahmen mongolische Sportler zudem in den Sportarten Gewichtheben, Judo, Boxen und Bogenschießen (ab 1972), Schwimmen (ab 2000) und im Taekwondo (ab 2016) teil.
Die ersten mongolischen Olympioniken waren am 11. Oktober 1964 die Ringer Tschimedbadsaryn Damdinscharaw, Bazaryn Süchbaatar, Baldangiin Sanjaa, Danzandarjaagiin Sereeter, Dschigdschidiin Mönchbat, Chorloogiin Bajanmönch, Ülziisaikhany Erdene-Ochir und Tserendonoin Sanjaa. Die Leichtathletin Ramazangiin Aldaa-nysh war am 15. Oktober die erste Mongolin bei Sommerspielen.
Die ersten Medaillen wurden 1968 im Freistilringen gewonnen. Im Mittelgewicht gewann Dschigdschidiin Mönchbat Silber, Bronze gewannen Tömöriin Artag im Weltergewicht, Danzandarjaagiin Sereeter im Leichtgewicht und Tschimedbadsary Damdinscharaw im Fliegengewicht. 1972 gewann Chorloogiin Bajanmönch Silber im Schwergewicht. In München wurde der Judoka Bachaawaagiin Bujadaa des Dopings überführt und disqualifiziert. Seine im Leichtgewicht erkämpfte Silbermedaille wurde ihm aberkannt. 1976 gewann der Boxer Dsewegiin Oidow Silber im Federgewicht, während sein Teamkamerad Gombyn Tschischigbaatar im Extraleichtgewicht seinen Kampf um Bronze verlor.
Auch 1980 wurden zwei Medaillen im Freistilringen gewonnen. Dschamtsyn Dawaadschaw holte im Weltergewicht Silber, Dugarsürengiin Ojuunbold Bronze im Bantamgewicht. Erstmals wurden Medaillen in einer anderen Sportart gewonnen. Im Judo gewann Tsendiin Damdin Silber im Halbleichtgewicht, Rawdangiin Dawaadalai Bronze im Leichtgewicht.
1988 blieben die Ringer erfolglos. Lodoin Enchbajar verlor im Weltergewicht seinen Kampf um Bronze. Dafür gewann der Boxer Nergüin Enchbat Bronze im Leichtgewicht. Puntsagiin Süchbat konnte 1992 im Halbschwergewicht des Freistilringens seinen Kampf um Bronze nicht gewinnen. Dafür gewann mit der Sportschützin Munkhbayar Dorjsuren mit Bronze mit der Sportpistole die erste Frau der Mongolei eine olympische Medaille. 2002 wurde sie deutsche Staatsbürgerin und gewann 2008 für Deutschland eine weitere Bronzemedaille. Im Boxen gewann Namdschilyn Bajarsaichan Bronze im Leichtgewicht.
1996 gewann der Judoka Dordschpalamyn Narmandach Bronze im Halbleichtgewicht. Im Schießen erreichte Otrjadyn Gündegmaa mit der Sportpistole Platz 5. In Sydney 2000 blieb die mongolische Mannschaft erfolglos. Otrjadyn Gündegmaa wurde diesmal Sechste mit der Sportpistole und Neunte mit der Luftpistole. Der Judoka Chaschbaataryn Tsagaanbaatar machte 2004 mit seiner Bronzemedaille im Halbleichtgewicht mit der Erfolglosigkeit ein Ende. Güdegmaa erreichte erneut Platz 6 mit der Sportpistole.
Die Teilnahme an den Spielen 2008 in Peking wurde für die Mongolei zur erfolgreichsten ihrer olympischen Geschichte. Am 14. August 2008 wurde der Judoka Naidangiin Tüwschinbajar mit seinem Sieg im Halbschwergewicht der erste mongolische Olympiasieger. Zehn Tage später folgte der Boxer Enchbatyn Badar-Uugan mit Gold im Bantamgewicht. Pürewdordschiin Serdamba gewann Silber im Halbfliegengewicht. Eine weitere Silbermedaille gewann die Sportschützin Otrjadyn Gündegmaa mit der Sportpistole.
2012 wurden fünf Medaillen gewonnen. Titelverteidiger Tüwschinbajar gewann im Halbschwergewicht diesmal Silber, sein Mannschaftskollege Sainjargalyn Nyam-Ochir im Leichtgewicht Bronze. Im Boxen gewann Njambajaryn Tögstsogt Silber im Fliegengewicht, Urantschimegiin Mönch-Erdene Bronze im Halbweltergewicht. Die Freistilringerin Sorondsonboldyn Battsetseg gewann Bronze im Mittelgewicht. 2016 kamen zwei Medaillen hinzu. Die Judoka Dordschsürengiin Sumijaa gewann Silber im Leichtgewicht, der Boxer Dordschnjambuugiin Otgondalai Bronze im Leichtgewicht.

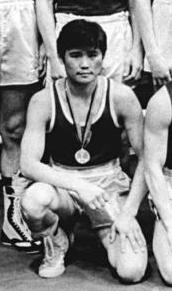
Nergüin Enchbat gewann 1988 Bronze im Boxen
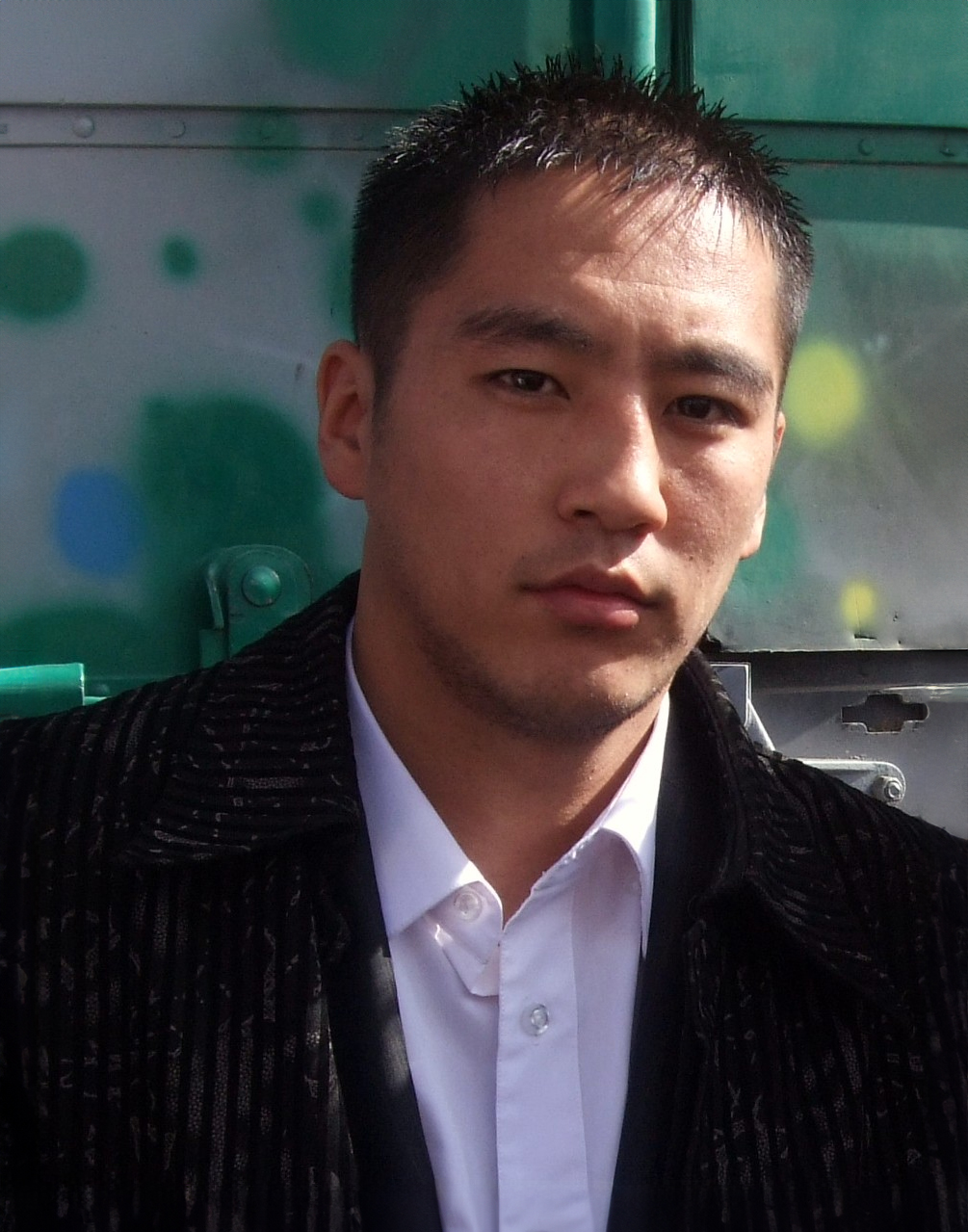
Enchbatyn Badar-Uugan wurde 2008 Olympiasieger im Boxen
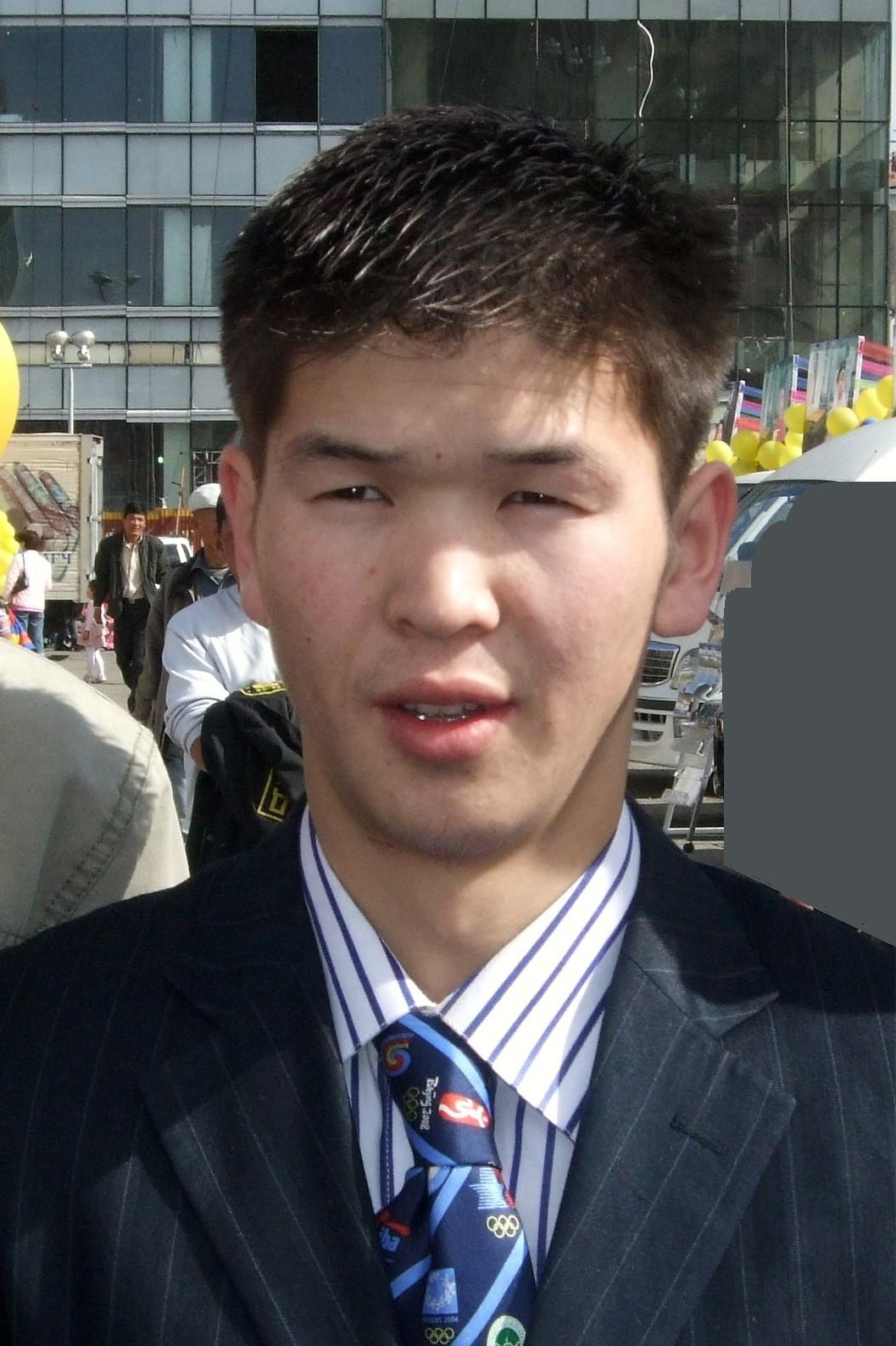
Pürewdordschiin Serdamba gewann 2008 Silber im Boxen
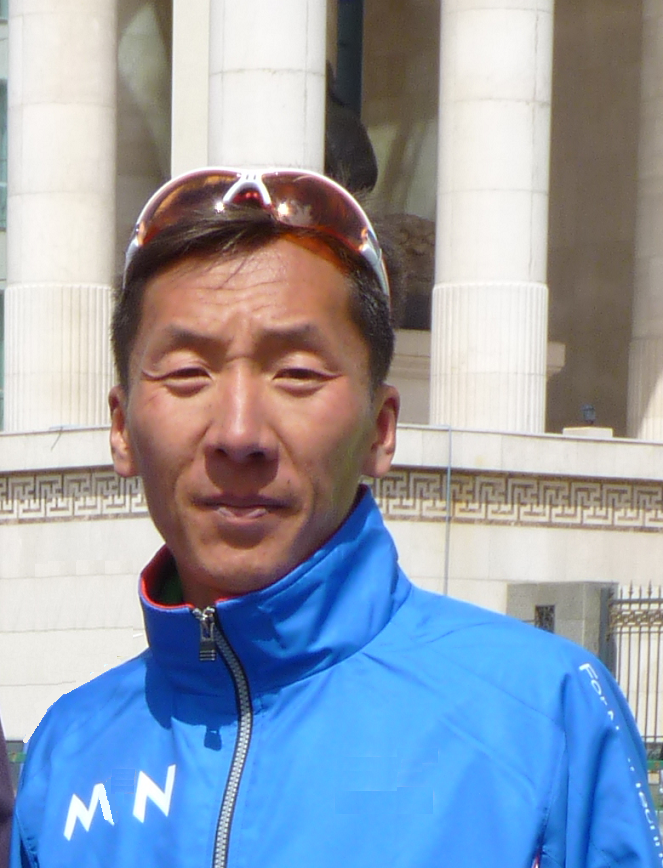
Viermaliger Olympiastarter im Marathon: Bat-Otschiryn Ser-Od
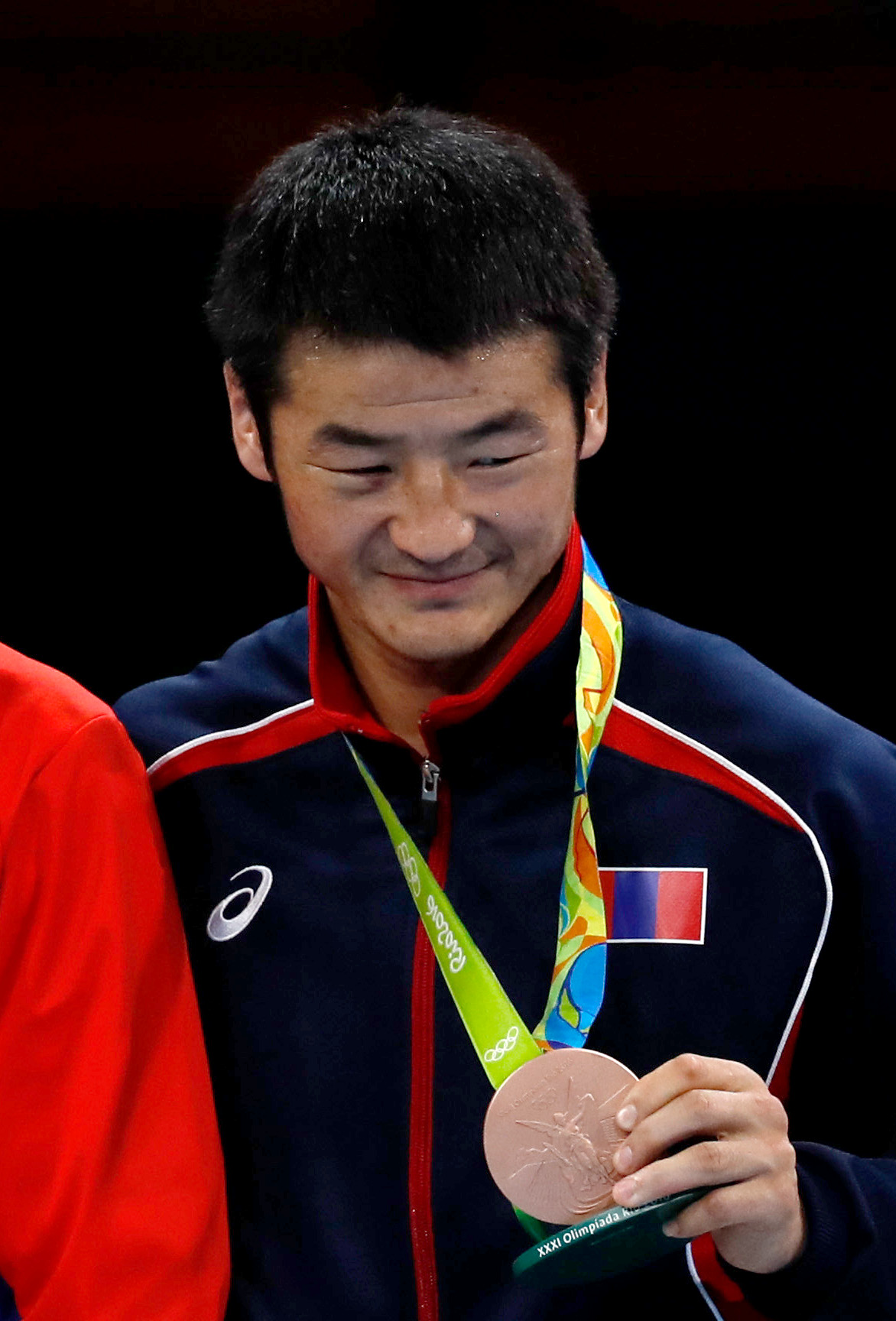
Dordschnjambuugiin Otgondalai mit Bronze bei der Siegerehrung 2016

### Winterspiele

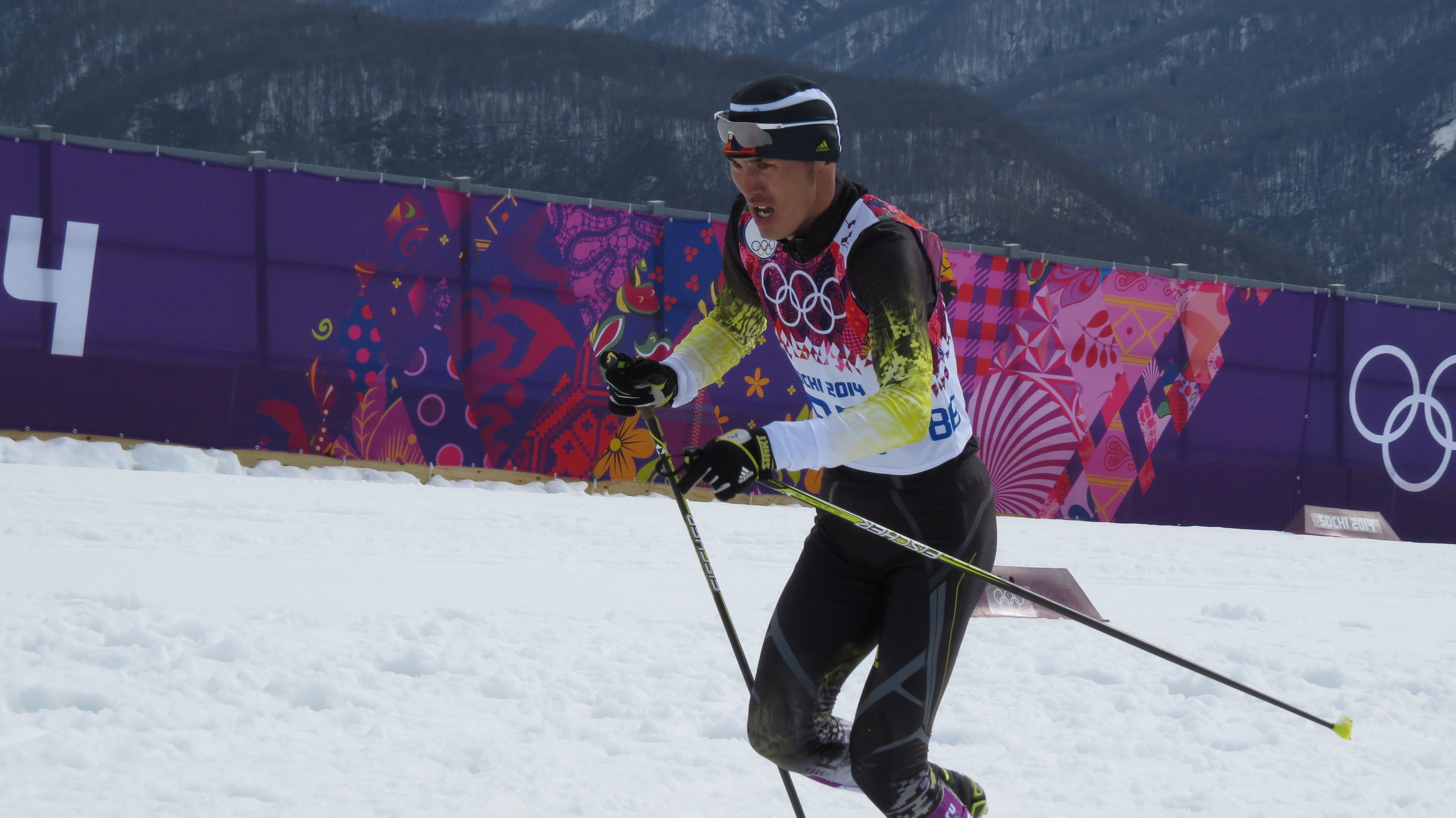
Boldyn Bjambadordsch beim 15-Kilometer-Lauf 2014

Bei den Winterspielen von 1964 gab die Mongolei ihr Olympiadebüt. Im Skilanglauf traten am 30. Januar 1964 mit Luwsan-Ajuushiin Daschdemberel, Banzragtschiin Dsundui, Sodnomtserengiin Natsagdordsch und Dambadardschaagiin Baadai die ersten Olympioniken der Mongolei an. Am 1. Februar folgten mit der Eisschnellläuferin Tsedendschawin Ltschamjaw und den Skilangläuferinnen Dschigdschegiin Dschawtsandulam und Dordschgotowin Pürewloow die ersten mongolischen Frauen. Neben den Skilangläufern und den Eisschnellläufern gehörten auch Biathleten zur ersten mongolischen Olympiamannschaft. Eine weitere Wintersportart mit mongolischer Beteiligung war ab 1994 Short Track.

### Jugendspiele
Mit elf Jugendlichen, sechs Jungen und fünf Mädchen, nahm die Mongolei an den Jugend-Sommerspielen 2010 in Singapur teil. Die Athleten traten in den Sportarten Leichtathletik, Ringen, Boxen, Judo, Turnen, Schwimmen und Triathlon an. Die Freistilringerin Sorondsonboldyn Battsetseg wurde Jugend-Olympiasiegerin im Mittelgewicht. Der Turner Ganbatyn Erdenebold siegte im Sprung und wurde Fünfter an den Ringen. Eine weitere Medaille, die nicht in der Medaillenbilanz der Mongolei berücksichtigt wird, gewann der Judoka Dölgöön Otgonbajar. In dem gemischten Team Belgrad gewann er Silber.
2014 in Nanjing nahmen fünf Jugendliche, ein Junge und vier Mädchen, teil. Sie traten in den Sportarten Ringen, Judo, Gewichtheben und Schießen an. Die Freistilringerin Dölgöön Bolormaa gewann Silber im Fliegengewicht. Die Gewichtheberin Anchtsetseg Mönchjantsan wurde im Halbschwergewicht Vierte.
Bei den Jugend-Winterspielen 2012 in Innsbruck waren ein Junge und ein Mädchen dabei. Sie nahmen im Skilanglauf und im Eisschnelllauf teil. In den gleichen Sportarten traten 2016 in Lillehammer wiederum ein Junge und ein Mädchen an. Die Eisschnellläuferin Sumija Bujantogtoch gewann in einer gemischten Mannschaft (Team 6) im Teamsprint die Goldmedaille. Diese Medaille wird in der mongolischen Medaillenbilanz nicht berücksichtigt.

## Übersicht der Teilnahmen

### Sommerspiele
| Jahr      | Athleten           | Athleten           | Athleten           | Flaggenträger                  | Sportarten         | Sportarten         | Sportarten         | Sportarten         | Sportarten         | Sportarten         | Sportarten         | Sportarten         | Sportarten         | Sportarten         | Sportarten         | Medaillen          | Medaillen          | Medaillen          | Medaillen          | Medaillen          |
| Jahr      | Gesamt             | m                  | w                  | Flaggenträger                  | Leichtathletik     | Wrestling          | Schießen           | Turnen             | Radsport           | Gewichtheben       | Judo               | Boxen              | Bogenschießen      | Schwimmen          | Taekwondo          |                    |                    |                    | Gesamt             | Rang               |
| --------- | ------------------ | ------------------ | ------------------ | ------------------------------ | ------------------ | ------------------ | ------------------ | ------------------ | ------------------ | ------------------ | ------------------ | ------------------ | ------------------ | ------------------ | ------------------ | ------------------ | ------------------ | ------------------ | ------------------ | ------------------ |
| 1896–1960 | nicht teilgenommen | nicht teilgenommen | nicht teilgenommen | nicht teilgenommen             | nicht teilgenommen | nicht teilgenommen | nicht teilgenommen | nicht teilgenommen | nicht teilgenommen | nicht teilgenommen | nicht teilgenommen | nicht teilgenommen | nicht teilgenommen | nicht teilgenommen | nicht teilgenommen | nicht teilgenommen | nicht teilgenommen | nicht teilgenommen | nicht teilgenommen | nicht teilgenommen |
| 1964      | 21                 | 17                 | 4                  | Tschültemiin Naidan            | 3                  | 8                  | 3                  | 3                  | 4                  |                    |                    |                    |                    |                    |                    |                    |                    |                    |                    |                    |
| 1968      | 16                 | 12                 | 4                  | Chorloogiin Bajanmönch         | 1                  | 8                  | 3                  | 4                  |                    |                    |                    |                    |                    |                    |                    |                    | 1                  | 3                  | 4                  | 34                 |
| 1972      | 39                 | 37                 | 2                  | Badsarragtschaagiin Dschamsran | 1                  | 13                 | 4                  |                    |                    | 4                  | 5                  | 9                  | 3                  |                    |                    |                    | 1                  |                    | 1                  | 33                 |
| 1976      | 32                 | 30                 | 2                  | Dsewegiin Oidow                |                    | 13                 | 4                  |                    |                    |                    | 5                  | 6                  | 4                  |                    |                    |                    | 1                  |                    | 1                  | 34                 |
| 1980      | 43                 | 39                 | 4                  | Dsewegiin Düwtschin            |                    | 13                 | 2                  | 2                  | 4                  | 3                  | 7                  | 7                  | 4                  |                    |                    |                    | 2                  | 2                  | 4                  | 27                 |
| 1984      | nicht teilgenommen | nicht teilgenommen | nicht teilgenommen | nicht teilgenommen             | nicht teilgenommen | nicht teilgenommen | nicht teilgenommen | nicht teilgenommen | nicht teilgenommen | nicht teilgenommen | nicht teilgenommen | nicht teilgenommen | nicht teilgenommen | nicht teilgenommen | nicht teilgenommen | nicht teilgenommen | nicht teilgenommen | nicht teilgenommen | nicht teilgenommen | nicht teilgenommen |
| 1988      | 28                 | 24                 | 4                  | Badmaanjambuugiin Bat-Erdene   |                    | 9                  | 3                  |                    |                    |                    | 6                  | 7                  | 3                  |                    |                    |                    |                    | 1                  | 1                  | 46                 |
| 1992      | 33                 | 27                 | 6                  | Badmaanjambuugiin Bat-Erdene   | 1                  | 7                  | 2                  |                    | 4                  | 2                  | 10                 | 6                  | 1                  |                    |                    |                    |                    | 2                  | 2                  | 51                 |
| 1996      | 16                 | 12                 | 4                  | Dolgorsürengiin Sumjaabadsar   | 2                  | 4                  | 2                  |                    | 1                  |                    | 3                  | 3                  | 1                  |                    |                    |                    |                    | 1                  | 1                  | 71                 |
| 2000      | 20                 | 12                 | 8                  | Badmaanjambuugiin Bat-Erdene   | 2                  | 4                  | 3                  |                    |                    |                    | 8                  | 1                  |                    | 2                  |                    |                    |                    |                    |                    |                    |
| 2004      | 20                 | 13                 | 7                  | Damdinsürengiin Njamchüü       | 2                  | 6                  | 2                  |                    |                    | 1                  | 8                  | 1                  |                    | 1                  |                    |                    |                    | 1                  | 1                  | 71                 |
| 2008      | 28                 | 14                 | 14                 | Machgalyn Bajardschawchlan     | 2                  | 6                  | 3                  |                    |                    | 1                  | 10                 | 4                  |                    | 2                  |                    | 2                  | 2                  |                    | 4                  | 31                 |
| 2012      | 29                 | 16                 | 13                 | Bat-Otschiryn Ser-Od           | 2                  | 8                  | 2                  |                    |                    |                    | 9                  | 4                  | 2                  | 2                  |                    |                    | 2                  | 3                  | 5                  | 56                 |
| 2016      | 43                 | 26                 | 17                 | Battulgyn Temüülen             | 5                  | 10                 | 3                  |                    |                    | 2                  | 13                 | 6                  | 1                  | 2                  | 1                  |                    | 1                  | 1                  | 2                  | 67                 |
| Gesamt    | Gesamt             | Gesamt             | Gesamt             | Gesamt                         | Gesamt             | Gesamt             | Gesamt             | Gesamt             | Gesamt             | Gesamt             | Gesamt             | Gesamt             | Gesamt             | Gesamt             | Gesamt             | 2                  | 10                 | 14                 | 28                 | 70                 |

### Winterspiele
| Jahr      | Athleten           | Athleten           | Athleten           | Flaggenträger                                    | Sportarten         | Sportarten         | Sportarten         | Sportarten         | Medaillen          | Medaillen          | Medaillen          | Medaillen          | Medaillen          |
| Jahr      | Gesamt             | m                  | w                  | Flaggenträger                                    | Skilanglauf        | Biathlon           | Eisschnelllauf     | Short Track        |                    |                    |                    | Gesamt             | Rang               |
| --------- | ------------------ | ------------------ | ------------------ | ------------------------------------------------ | ------------------ | ------------------ | ------------------ | ------------------ | ------------------ | ------------------ | ------------------ | ------------------ | ------------------ |
| 1924–1960 | nicht teilgenommen | nicht teilgenommen | nicht teilgenommen | nicht teilgenommen                               | nicht teilgenommen | nicht teilgenommen | nicht teilgenommen | nicht teilgenommen | nicht teilgenommen | nicht teilgenommen | nicht teilgenommen | nicht teilgenommen | nicht teilgenommen |
| 1964      | 13                 | 10                 | 3                  | Luwsanscharawyn Tsend                            | 8                  | 4                  | 3                  |                    |                    |                    |                    |                    |                    |
| 1968      | 7                  | 7                  | 0                  | Luwsanscharawyn Tsend                            | 2                  | 2                  | 3                  |                    |                    |                    |                    |                    |                    |
| 1972      | 4                  | 4                  | 0                  | Luwsanscharawyn Tsend                            | 2                  |                    | 2                  |                    |                    |                    |                    |                    |                    |
| 1976      | nicht teilgenommen | nicht teilgenommen | nicht teilgenommen | nicht teilgenommen                               | nicht teilgenommen | nicht teilgenommen | nicht teilgenommen | nicht teilgenommen | nicht teilgenommen | nicht teilgenommen | nicht teilgenommen | nicht teilgenommen | nicht teilgenommen |
| 1980      | 3                  | 3                  | 0                  | Luwsandaschiin Dordsch                           | 1                  |                    | 2                  |                    |                    |                    |                    |                    |                    |
| 1984      | 4                  | 4                  | 0                  | Luwsandaschiin Dordsch                           | 4                  |                    |                    |                    |                    |                    |                    |                    |                    |
| 1988      | 3                  | 2                  | 1                  | Dawaagiin Enchee                                 | 3                  |                    |                    |                    |                    |                    |                    |                    |                    |
| 1992      | 4                  | 4                  | 0                  | Dsiitsagaany Ganbat                              | 2                  |                    | 2                  |                    |                    |                    |                    |                    |                    |
| 1994      | 1                  | 1                  | 0                  | Battschuluuny Bat-Orgil                          |                    |                    |                    | 1                  |                    |                    |                    |                    |                    |
| 1998      | 3                  | 3                  | 0                  | Boldyn Sansarbileg                               | 1                  |                    |                    | 2                  |                    |                    |                    |                    |                    |
| 2002      | 4                  | 3                  | 1                  | Dschargalyn Erdenetülchüür                       | 2                  |                    |                    | 2                  |                    |                    |                    |                    |                    |
| 2006      | 2                  | 1                  | 1                  | Chürelbaataryn Chasch-Erdene                     | 2                  |                    |                    |                    |                    |                    |                    |                    |                    |
| 2010      | 2                  | 1                  | 1                  | Erdene-Otschiryn Otschirsüren                    | 2                  |                    |                    |                    |                    |                    |                    |                    |                    |
| 2014      | 2                  | 1                  | 1                  | Boldyn Bjambadordsch                             | 2                  |                    |                    |                    |                    |                    |                    |                    |                    |
| 2018      | 2                  | 1                  | 1                  | Batmönchiin Atschbadrach                         | 2                  |                    |                    |                    |                    |                    |                    |                    |                    |
| 2022      | 2                  | 1                  | 1                  | Batmönchiin Atschbadrach Ariunsanaagiin Enchtuul | 2                  |                    |                    |                    |                    |                    |                    |                    |                    |
| Gesamt    | Gesamt             | Gesamt             | Gesamt             | Gesamt                                           | Gesamt             | Gesamt             | Gesamt             | Gesamt             | 0                  | 0                  | 0                  | 0                  | -                  |

## Liste der Medaillengewinner

### Goldmedaillen
| Name                     | Spiele      | Sportart | Disziplin         |
| ------------------------ | ----------- | -------- | ----------------- |
| Naidangiin Tüwschinbajar | 2008 Peking | Judo     | Halbschwergewicht |
| Enchbatyn Badar-Uugan    | 2008 Peking | Boxen    | Bantamgewicht     |

### Silbermedaillen
| Name                     | Spiele              | Sportart | Disziplin              |
| ------------------------ | ------------------- | -------- | ---------------------- |
| Dschigdschidiin Mönchbat | 1968 Mexiko-Stadt   | Ringen   | Freistil Mittelgewicht |
| Chorloogiin Bajanmönch   | 1972 München        | Ringen   | Freistil Schwergewicht |
| Dsewegiin Oidow          | 1976 Montreal       | Ringen   | Freistil Federgewicht  |
| Dschamtsyn Dawaadschaw   | 1980 Moskau         | Ringen   | Freistil Weltergewicht |
| Tsendiin Damdin          | 1980 Moskau         | Judo     | Halbleichtgewicht      |
| Pürewdordschiin Serdamba | 2008 Peking         | Boxen    | Halbfliegengewicht     |
| Otryadyn Gündegmaa       | 2008 Peking         | Schießen | Sportpistole           |
| Naidangiin Tüwschinbajar | 2012 London         | Judo     | Halbschwergewicht      |
| Njambajaryn Tögstsogt    | 2012 London         | Boxen    | Fliegengewicht         |
| Dordschsürengiin Sumjaa  | 2016 Rio de Janeiro | Judo     | Leichtgewicht          |

### Bronzemedaillen
| Name                           | Spiele              | Sportart | Disziplin               |
| ------------------------------ | ------------------- | -------- | ----------------------- |
| Tschimedbadsaryn Damdinscharaw | 1968 Mexiko-Stadt   | Ringen   | Freistil Fliegengewicht |
| Dandsandardschaagiin Sereeter  | 1968 Mexiko-Stadt   | Ringen   | Freistil Leichtgewicht  |
| Tömöriin Artag                 | 1968 Mexiko-Stadt   | Ringen   | Freistil Weltergewicht  |
| Dugarsürengiin Ojuunbold       | 1980 Moskau         | Ringen   | Freistil Bantamgewicht  |
| Rawdangiin Dawaadalai          | 1980 Moskau         | Judo     | Leichtgewicht           |
| Nergüin Enchbat                | 1988 Seoul          | Boxen    | Leichtgewicht           |
| Namdschilyn Bajarsaichan       | 1992 Barcelona      | Boxen    | Leichtgewicht           |
| Munkhbayar Dorjsuren           | 1992 Barcelona      | Schießen | Sportpistole            |
| Dordschpalamyn Narmandach      | 1996 Atlanta        | Judo     | Halbleichtgewicht       |
| Chaschbaataryn Tsagaanbaatar   | 2004 Athen          | Judo     | Halbleichtgewicht       |
| Saindschargalyn Njam-Otschir   | 2012 London         | Judo     | Leichtgewicht           |
| Urantschimegiin Mönch-Erdene   | 2012 London         | Boxen    | Halbweltergewicht       |
| Sorondsonboldyn Battsetseg     | 2012 London         | Ringen   | Freistil Mittelgewicht  |
| Dordschnjambuugiin Otgondalai  | 2016 Rio de Janeiro | Boxen    | Leichtgewicht           |

## Medaillen nach Sportart
| Sportart | Gold | Silber | Bronze | Gesamt |
| Judo     | 1    | 3      | 4      | 8      |
| Boxen    | 1    | 2      | 4      | 7      |
| Ringen   | 0    | 4      | 5      | 9      |
| Schießen | 0    | 1      | 1      | 2      |
| Gesamt   | 2    | 10     | 14     | 26     |